# Читиљо
Читиљо (итал. Cittiglio) је насеље у Италији у округу Варезе, региону Ломбардија.
Према процени из 2011. у насељу је живело 3861 становника. Насеље се налази на надморској висини од 247 м.

## Становништво
Према резултатима пописа становништва 2011. у општини је живело 3.972 становника.
| 1936. | 1951. | 1961. | 1971. | 1981. | 1991. | 2001. | 2011. |
| ----- | ----- | ----- | ----- | ----- | ----- | ----- | ----- |
| 1.733 | 2.014 | 2.417 | 3.079 | 3.634 | 3.564 | 3.718 | 3.972 |

## Партнерски градови
- Camerota